# HMS Majestic (1895)
El HMS Majestic fue un acorazado pre-dreadnought de la clase Majestic de la Marina Real Británica. Encargado en 1895, fue el acorazado más grande botado en ese momento. Sirvió en la Flota del Canal hasta 1904, después de lo cual fue asignada a la Flota del Atlántico. En 1907, formó parte de la Home Fleet, primero asignada a la División Nore y luego a la División Devonport. Desde 1912 formó parte del 7º Escuadrón de Batalla.
Cuando estalló la Primera Guerra Mundial, el Majestic, junto con el resto del escuadrón, se incorporó a la Flota del Canal durante las primeras etapas de la guerra antes de ser destacado para tareas de escolta con convoyes de tropas canadienses. Luego tuvo períodos como barco de guardia en el Nore y el Humber. A principios de 1915, fue enviado al mar Mediterráneo para prestar servicio en la Campaña de los Dardanelos. Participó en bombardeos de fuertes turcos y apoyó los desembarcos aliados en Gallipoli. El 27 de mayo de 1915, fue torpedeado por un submarino alemán en Cabo Helles, hundiéndose con la pérdida de 49 hombres.

## Hundimiento

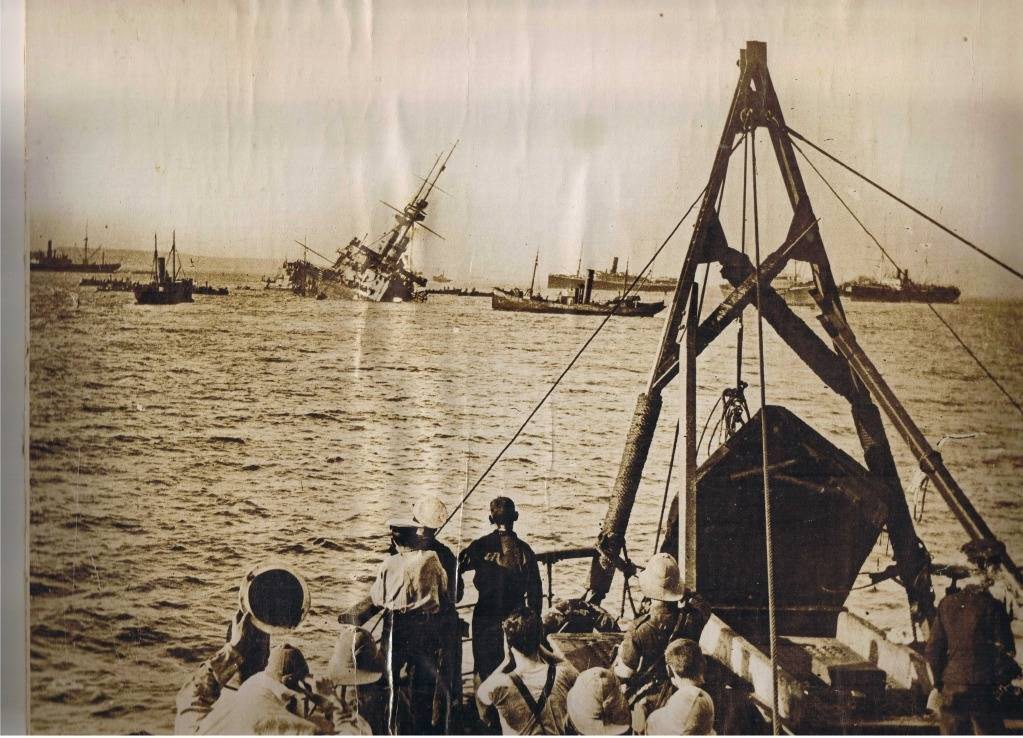
El HMS Majestic semihundido en los Dardanellos, 27 de mayo de 1915.

El 27 de mayo de 1915, durante la Primera Guerra Mundial, mientras estaba estacionado frente a W Beach en Cabo Helles, el Majestic se convirtió en el tercer acorazado en ser torpedeado frente a la península de Galípoli en dos semanas. Alrededor de las 06.45 horas, el comandante Otto Hersing del submarino alemán U-21 disparó un único torpedo a través de la pantalla defensiva de destructores y redes antitorpedos, alcanzando al Majestic y provocando una gran explosión. 
El barco comenzó a inclinarse hacia babor y en nueve minutos se hundió en 54 pies (16 m) de agua, matando a 49 hombres. Sus mástiles golpearon el barro del fondo del mar y su casco volcado permaneció visible durante muchos meses hasta que finalmente quedó sumergido cuando su trinquete se derrumbó durante una tormenta.

## Pecio
En octubre de 2021, Turquía inauguró el Parque Subacuático Histórico de Galípoli, un museo submarino frente a Çanakkale accesible a los buceadores. El parque incluye una serie de pecios de barcos hundidos durante las campañas de los Dardanelos y Galípoli, incluidos el Majestic y el acorazado Triumph.